# Йозеф Крігер
Йозеф Пауль Крігер (нім. Josef Paul Krieger; 25 травня 1893, Райсбах — 28 березня 1949, Фрайзінг) — німецький воєначальник, генерал-майор вермахту. Кавалер Німецького хреста в золоті.

## Біографія
Син лікаря Людвіга Крігера і його дружини Терезії, уродженої Воллер. 8 серпня 1914 року вступив в Баварську армію, служив в піхоті. Учасник Першої світової війни. 31 січня 1920 року демобілізований і того ж дня вступив в баварську поліцію. 15 жовтня 1935 року перейшов у вермахт.
З 26 серпня 1939 року — командир 468-го піхотного полку 268-ї піхотної дивізії. Учасник другого етапу Французької кампанії. З 1 жовтня 1940 року — командир 438-го піхотного полку 132-ї піхотної дивізії. Учасник Німецько-радянської війни, бився під Києвом і Керчю. 2 травня 1942 року відправлений в резерв ОКГ. З 1 жовтня 1942 року — командир 7-го навчального піхотного полку, з 1 травня 1942 року — 866-го гренадерського полку 355-ї піхотної дивізії, яка діяла в Криму. 30 червня 1943 року відправлений в резерв і переданий в розпорядження групи армій «A» та коменданта Феодосії.  
20 квітня 1944 року знову відправлений в резерв ОКГ. З 22 серпня 1944 року — командир 325-ї дивізії охорони, дислокованої в Парижі, з 15 вересня 1944 року — 708-ї фольксгренадерської дивізії. 15 листопада 1944 року знову відправлений в резерв ОКГ і більше не отримав призначень. 8 травня 1945 року взятий в полон американськими військами. В 1947 році звільнений. 

## Звання
- Фанен-юнкер (8 серпня 1914)
- Фанен-юнкер-єфрейтор (30 вересня 1914)
- Фанен-юнкер-унтерофіцер (15 листопада 19145)
- Фенріх (10 січня 1915)
- Заступник офіцера (11 квітня 1915)
- Лейтенант (16 травня 1915)
- Лейтенант поліції (1 жовтня 1919)
- Оберлейтенант запасу (31 січня 1920)
- Оберлейтенант поліції (20 грудня 1920)
- Гауптман поліції (1 листопада 1926)
- Майор поліції (1 грудня 1934)
- Майор (15 жовтня 1935)
- Оберстлейтенант (1 жовтня 1937)
- Оберст (1 жовтня 1940)
- Генерал-майор (1 квітня 1944)

## Нагороди
- Залізний хрест
  - 2-го класу (1 квітня 1915)
  - 1-го класу (17 травня 1917)
- Орден «За військові заслуги» (Баварія) 4-го класу з короною і мечами
  - орден (1 липня 1915)
  - орден з короною (4 липня 1920)
- Князівський орден дому Гогенцоллернів, почесний хрест 3-го класу з мечами (9 листопада 1916)
- Хрест «За військові заслуги» (Австро-Угорщина) 3-го класу з військовою відзнакою (13 лютого 1917)
- Нагрудний знак «За поранення» в чорному (17 травня 1918)
- Почесний хрест ветерана війни з мечами (24 грудня 1934)
- Медаль «За вислугу років у Вермахті» 4-го, 3-го, 2-го і 1-го класу (25 років)
- Медаль «У пам'ять 13 березня 1938 року» (8 листопада 1938)
- Застібка до Залізного хреста
  - 2-го класу (21 листопада 1939)
  - 1-го класу (4 липня 1940)
- Німецький хрест в золоті (16 січня 1942)
- Медаль «За зимову кампанію на Сході 1941/42» (вересень 1942)
- Кримський щит (16 грудня 1943)
- Орден Корони Румунії, командорський хрест
- Орден Корони короля Звоніміра 1-го ступеня з дубовим листям (Незалежна Держава Хорватія)